# NGC 5509
NGC 5509 ist eine Elliptische Galaxie vom Hubble-Typ E-S0 im Sternbild Bärenhüter am Nordsternhimmel. Sie ist schätzungsweise 385 Millionen Lichtjahre von der Milchstraße entfernt und hat einen Durchmesser von etwa 140.000 Lichtjahren. Vom Sonnensystem aus entfernt sich die Galaxie mit einer errechneten Radialgeschwindigkeit von näherungsweise 8.600 Kilometern pro Sekunde.
Das Objekt wurde am 10. Juni 1887 von Guillaume Bigourdan entdeckt.

## Galaktisches Umfeld
| Nr. | Galaxie                 | Alternativname            | Rek           | Dek           | Distanz/asec |
| --- | ----------------------- | ------------------------- | ------------- | ------------- | ------------ |
| →   | NGC 5509                | LEDA/PGC 50751            | 14h12m39.580s | +20d23m13.20s | 0            |
| 1   | LEDA/PGC 1626685        | 2MASX J14123098+2024554   | 14h12m31.01s  | +20d24m55.7s  | 158.00       |
| 2   | LEDA/PGC 1626685        | 2MASX J14123098+2024554   | 14h12m31.01s  | +20d24m55.7s  | 158.04       |
| 3   | LEDA/PGC 1626373        | ASK 682422.0              | 14h12m54.412s | +20d24m17.58s | 222.16       |
| 4   | LEDA/PGC 1628432        | NSA 122678                | 14h12m35.81s  | +20d28m29.8s  | 324.79       |
| 5   | LEDA/PGC 50761          | NSA 122686                | 14h13m04.590s | +20d24m02.67s | 355.10       |
| 6   | LEDA/PGC 1625262        | NSA 122683                | 14h13m05.631s | +20d22m07.32s | 373.76       |
| 7   | LEDA/PGC 1628045        | 2MASX J14125961+2027397   | 14h12m59.661s | +20d27m39.30s | 387.95       |
| 8   | LEDA/PGC 1628045        | 2MASX J14125961+2027397   | 14h12m59.661s | +20d27m39.30s | 392.99       |
| 9   | NGC 5513                | LEDA/PGC 50776            | 14h13m08.634s | +20d24m58.59s | 421.86       |
| 10  | LEDA/PGC 214232         | NSA 122687                | 14h13m13.55s  | +20d25m25.5s  | 498.59       |
| 11  | LEDA/PGC 1621466        | 2MASX J14124810+2015037   | 14h12m48.118s | +20d15m03.38s | 504.16       |
| 12  | LEDA/PGC 1629441        | WISEA J141217.64+203046.8 | 14h12m17.68s  | +20d30m47.2s  | 549.97       |
| 13  | LEDA/PGC 1630283        | WISEA J141239.91+203240.5 | 14h12m39.920s | +20d32m40.72s | 570.92       |
| 14  | 2MASX J14123704+2034504 | NSA 122679                | 14h12m37.067s | +20d34m50.26s | 697.92       |
| 15  | 2MASX J14114978+2022109 | WISEA J141149.77+202210.7 | 14h11m49.778s | +20d22m10.88s | 703.08       |